# 李登欽
李登欽（1921年2月19日—1945年2月15日），和名岩里武則（日语：／ Iwasato Takenori ?），生於日屬臺灣臺北州淡水郡三芝埔頭坑聚落「源興居」（今臺灣新北市三芝區埔坪里），為中華民國前總統李登輝的兄長。二戰爆發後應徵大日本帝國海軍入伍成為台籍日本兵，並在馬尼拉戰役中陣亡，得年23歲。身後靈位供奉於靖國神社。

## 生平
李登欽於大正十年（1921年）出生在臺北州淡水郡三芝，淡水高等小學畢業後於昭和十三年（1938年）出任警察。同年娶妻子李洪謹。昭和十七年（1942年）八月出任台北州巡查。
1940年，李登欽受到皇民化運動的影响，決定讓全家改用日本姓「岩里」，李登欽改名「岩里武則」，李登輝改名「岩里政男」。李登輝說，改姓「里」這個字留下了「李」這個音，很多姓「李」的都改成「岩里」、「伯里」等等；「岩」有可能是因為李家來自福建龍巖。李登輝說：「其實我當時的感覺，也不是很稀罕改名（這件事）。」
第二次世界大戰期間，岩里武則於昭和十八年（1943年）報考海軍特別志願兵制度的第一梯次，在高達316,097名提出申請的競爭，通過體檢、筆試、口試才獲得錄取。於1943年10月1日進入海軍志願兵訓練所，接受六個月的基礎教育，1944年4月1日赴高雄海兵團為期3個月的專長訓練，結業後以海軍機關科一等兵的身分，加入大日本帝國海軍任職。錄取後岩里武則曾接受《台灣日日新報》採訪，於昭和十八年（1943年）9月22日刊出。在採訪中岩里武則表示：「能夠加入無敵帝國海軍，在光榮的軍艦旗下，從事擊潰英美的工作。我這輩子從未如此興奮過。從今而後，我只祈求成為堂堂帝國海軍，報效國家的那天能夠早日到來。」
李登輝則回憶在1944年，於高雄左營與其兄最後一次見面。
昭和十九年（1944年）7月，岩里武則前往菲律賓參與太平洋戰爭，編入海軍第31特別根據部隊。1945年的馬尼拉戰役中，於2月15日在军舰上遭美军战斗机扫射而死，并随军舰沉入海裡，後被追晉为日本海軍機關科上等兵。
二戰後，被日本政府以岩里武則之名寫入靈璽簿，在靖國神社供奉。

## 後續
2007年6月7日，其弟李登輝曾在訪問日本期間，以私人身份前往靖國神社悼念兄長。中華人民共和國外交部对此表态，称李登辉访日目的就是为“台独”造势，破坏中日关系，并对日方允许李登辉访日表示强烈不满。日本内阁官房長官鹽崎恭久則將其定位為李的私人行程，不作任何評論。6月9日，李登輝在演讲中表示，台灣是一個獨立國家，靖國神社問題是中韓兩國處理不了國內問題而編造出來的，日本政界沒有理由因為這項問題而被外國政府批評，日本祭祀為國捐軀的人理所當然。

## 家庭
- 李登欽於1939年在小基隆與李洪謹結婚，育有二子李憲昌、李憲明。李登欽戰死後，二兄弟由祖父李金龍扶養長大。李憲昌曾任格福開發公司及大豐工程顧問公司董事長。[10]